# Lissonota burmensis
Lissonota burmensis là một loài tò vò trong họ Ichneumonidae.